# Station Le Vauriat
Station Le Vauriat is een spoorwegstation in de Franse gemeente Saint-Ours.

## Foto's

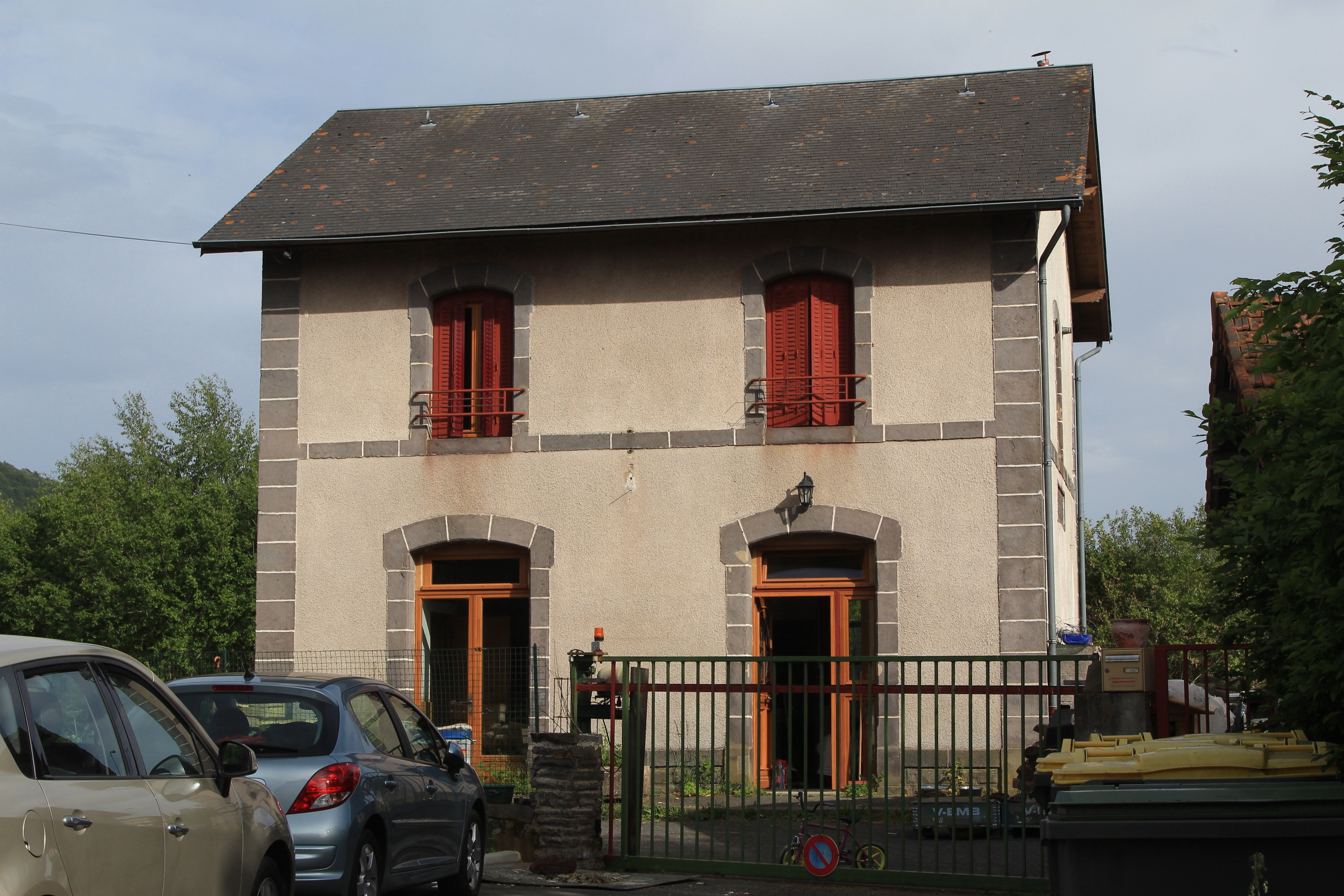
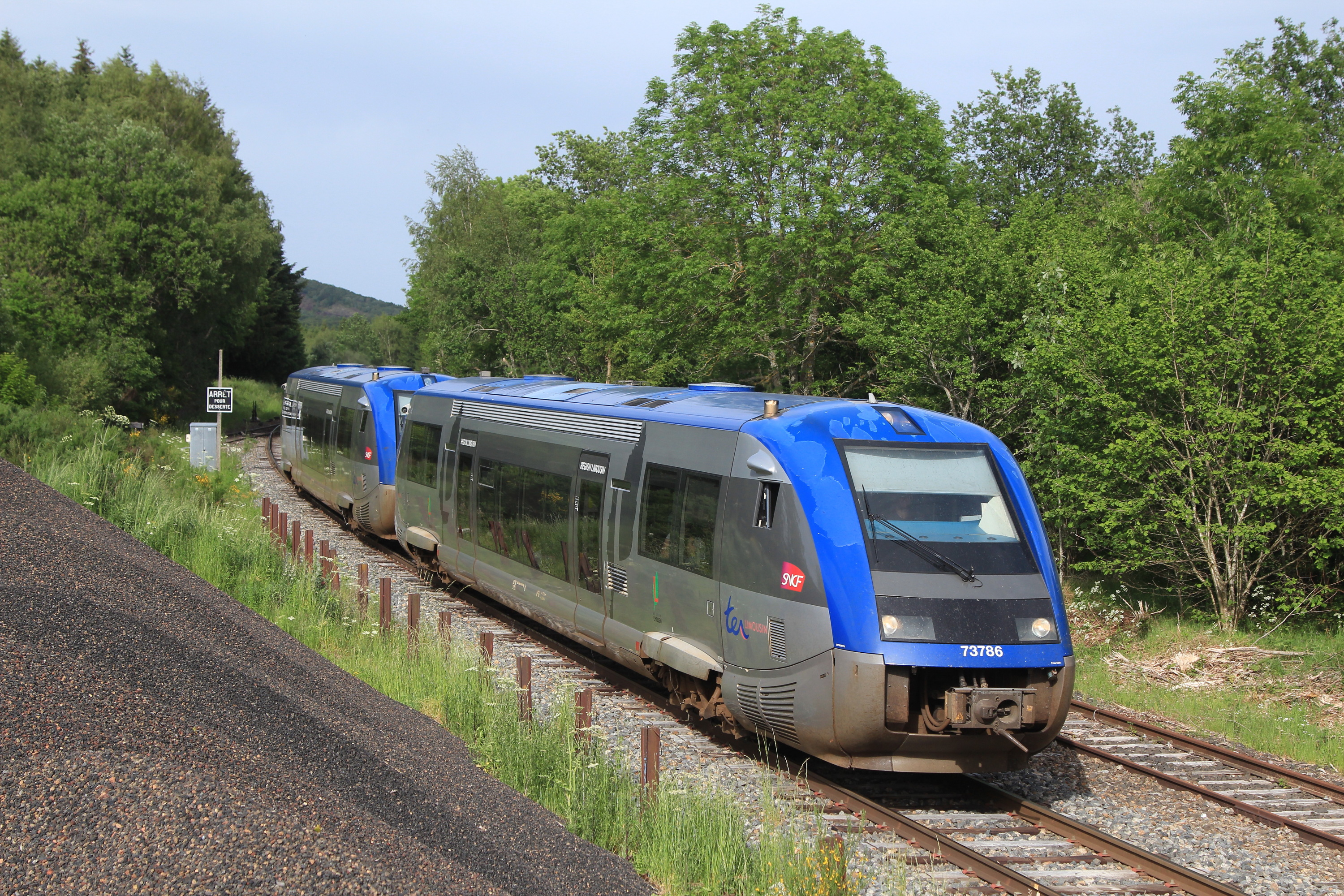